# Leynavatn
A Leynavatn Feröer hatodik legnagyobb tava Streymoy szigetén, Leynar közelében. A Kollafjarðardalur nevű völgyben található, és a Leynar, Kvívík és Kollafjørður közötti határt képezi.

## Turizmus
A tó kedvelt horgászvíz. A főszezon májustól októberig tart. Legjellemzőbb halai a lazac, a tengeri pisztráng, a sebes pisztráng és a sarkvidéki szemling.